# Wald (Wuppertal)
Wald war eine Ortslage im Westen der bergischen Großstadt Wuppertal, Stadtteil Elberfeld. Mit der Ausbreitung der Grube Osterholz ist der Ort wüst gefallen.

## Lage und Beschreibung
Die Ortslage lag auf einer Höhe von 168 m ü. NN südlich von Holthausen im heutigen Wohnquartiers Schöller-Dornap im Stadtbezirk Vohwinkel. Benachbarte Ortslagen waren Buntenbeck, Habbach, Holthausen, In der Furth, Kalkofen, Schleheck und Schöller.

## Geschichte
Wald ist als Waldt als bergische Hofschaft auf der Topographia Ducatus Montani des Erich Philipp Ploennies aus dem Jahre 1715 verzeichnet, ebenso als Wald auf der topographischen Aufnahme der Rheinlande von 1824.
1832 gehörte Wald zur Honschaft Schöller in der Bürgermeisterei Haan (ab 1894 in der Bürgermeisterei Gruiten) im Kreis Elberfeld. Der laut der Statistik und Topographie des Regierungsbezirks Düsseldorf als Hof kategorisierte Ort wurde als Am Wald bezeichnet und besaß zu dieser Zeit ein Wohnhaus und ein landwirtschaftliches Gebäude. Zu dieser Zeit lebten sechs Einwohner im Ort, davon alle katholischem Glaubens.
Auf der Karte von 1843 ist der Hof als am Wald, später auf einer Karte von 1892 wieder als Wald. In den 1930er Jahren fiel der Ort wüst, als die Kalkwerke H. Oetelshofen GmbH das Gelände erwarben und Grube Osterholz sich ausbreitete.